# Quaker (arma)

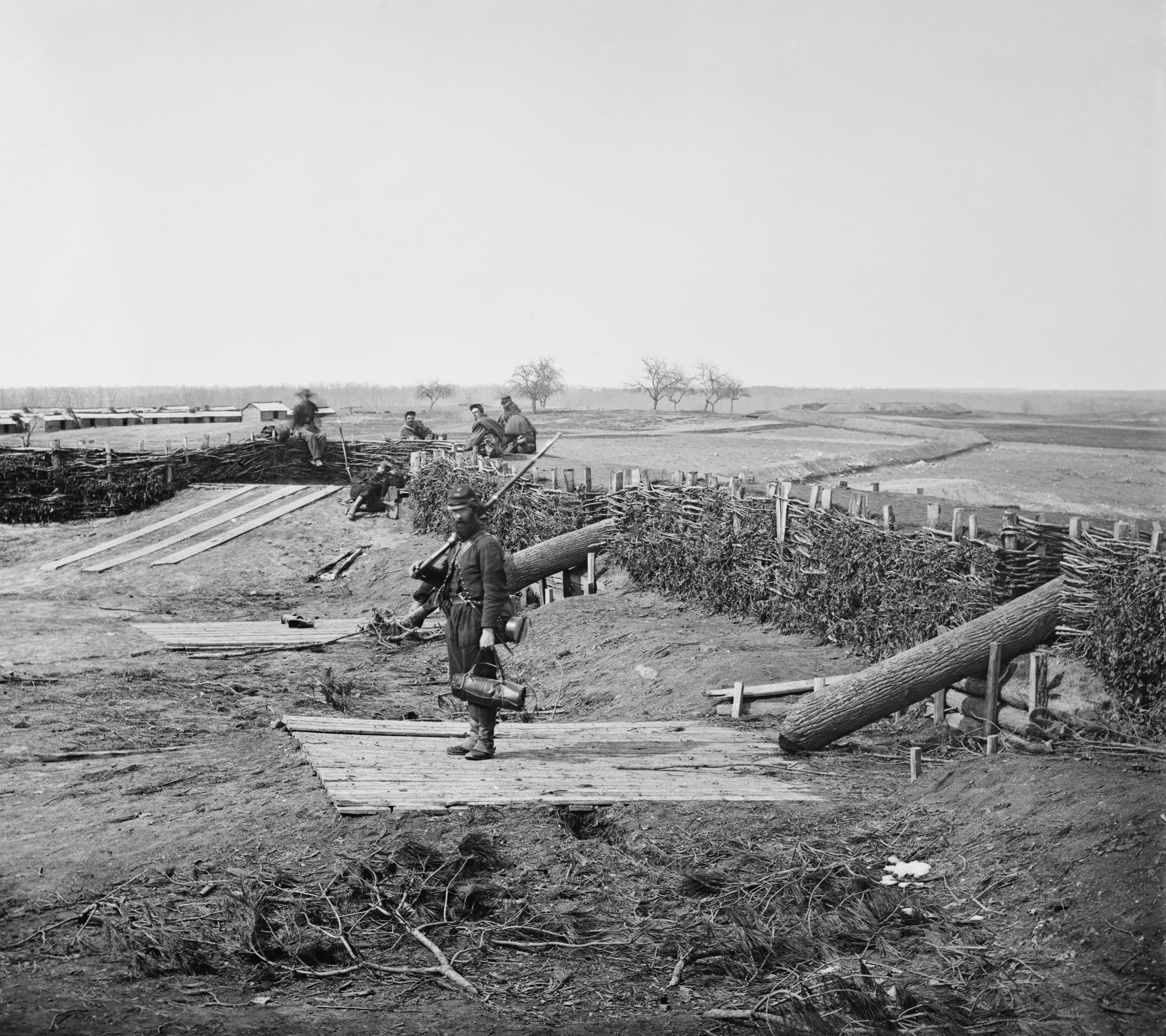
Armas Quaker em março de 1862

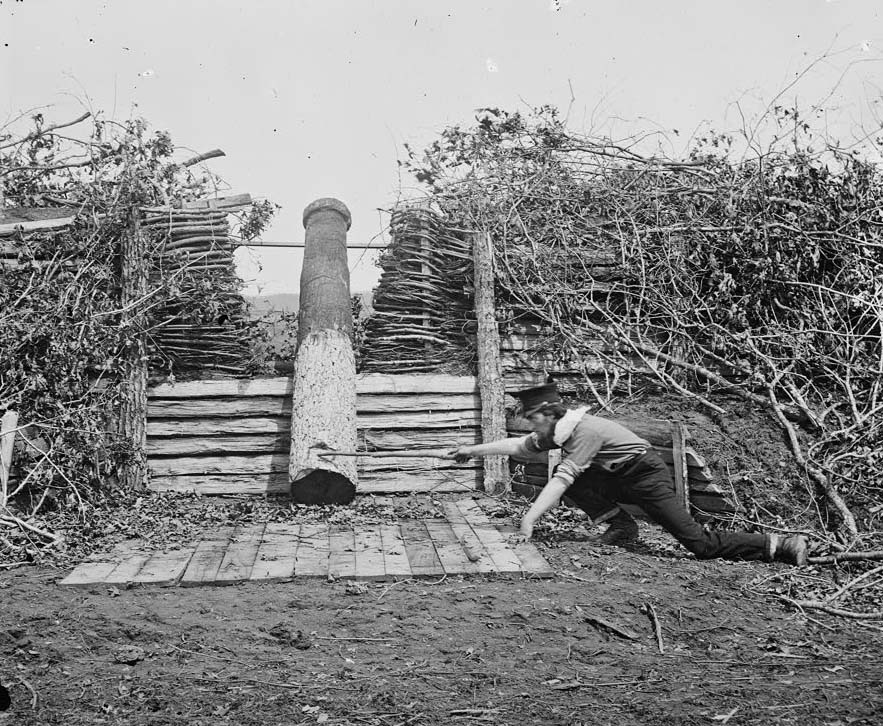
Quaker gun

A arma Quaker é uma tática de engano que era comumente usada na guerra durante os séculos 18 e 19. Embora parecendo um canhão real, a arma Quaker era simplesmente um tronco de madeira, geralmente pintado de preto, usado para enganar um inimigo. Enganar o inimigo quanto à força de uma posição era uma tática eficaz de retardamento. O nome deriva da Sociedade Religiosa dos Amigos ou "Quakers", que tradicionalmente mantêm uma oposição religiosa à guerra e à violência no Testemunho da Paz.